# Sobernot
Sobernot es una banda chilena de Extreme Groove metal formada por Pablo La'Ronde en el año 2015. Entre sus influencias principales destacan Metallica, Pantera, Megadeth, Cannibal Corpse, Maximum the Hormone. Desde sus inicios cultivan un género musical que pasa por el groove metal. metal progresivo, death metal, heavy metal y hard rock. Sus temáticas varían desde la crítica social al humor negro pasando por el gore, satanismo, y fantasía.

## Biografía

### Pre-Sobernot (2012-2014)
Los orígenes de la banda datan del 2012, cuando Pablo La'Ronde en su período como guitarrista de Bajo Insulto comienza a componer las primeras canciones de lo que más adelante sería Sobernot, con Nicolás Basauri a la batería, sumándose al año siguiente Diego Cristi en voz y Joaquín Quezada en bajo. Queriendo encontrar un sonido más cercano al groove metal, el proyecto sufre un quiebre a fines del 2014, dando paso a una reformulación donde Joaquín permanece en el bajo y se incorpora Felipe Sobarzo a la batería (ex-Bajo Insulto).

### Aurt y primeros años (2015-2017)
A inicios del 2015 comienzan las audiciones para encontrar vocalista; aquí es cuando conocen a César Vigouroux, integrándose inmediatamente a la agrupación, rebautizada ahora como Sobernot y siendo su nacimiento oficial como grupo. La banda comienza así a trabajar es su primer trabajo de estudio, el EP "Aurt", el cual fue grabado durante marzo y lanzado el 26 de abril de ese mismo año. El EP de cuatro cortes cosechó buenas críticas de inmediato, tanto en los medios locales como en los extranjeros, siendo catalogados por sitios especializados como banda revelación del año, con nominaciones a distintas categorías de premios para trabajos exclusivos en discos de larga duración. Tuvo rotación en la radios de Chile, Argentina, Brasil, Inglaterra, España, entre otros.  
A inicios de 2016 la banda edita su primer clip oficial para el sencillo «Let Them Starve», autoproducido por la banda y Alfredo Piel.  
Durante este período Sobernot se embarca en una serie de más de cincuenta fechas a lo largo de Chile, cultivando una base de seguidores y ganando el interés de los medios, siendo invitados a distintos programas, tanto en shows de radios FM como sitios especializados de streaming.
A mediados de este proceso deciden enfocarse en la producción de su primer larga-duración, dando inicio las grabaciones en febrero del 2017, comenzando así la etapa Silent Conspiracy. En octubre liberan el primer sencillo titulado «Vermis» con influencias del groove y speed metal.

### Silent Conspiracy, el disco debut y «Nowhere to Run Tour» (2018-2019)
Luego de un año de trabajo, el 22 de mayo de 2018 lanzan al mundo vía streaming su disco debut titulado "Silent Conspiracy" que consta de 11 canciones. Comenzando su promoción abriendo el show de Havok en Chile en junio del mismo año.
Sobernot comienza una serie de shows que serían parte del "Nowhere to run tour" en promoción del disco, destacando su presentación junto a Crisix en diciembre del 2018.
En febrero de 2019 lanzan el videoclip del sencillo "Nowhere to run" que, debido a la violencia de su contenido, fue bajado de la plataforma y resubido en una versión con censura.

### Cambio de formación, Live at Blondie (2019)
Terminando el primer semestre de 2019, el baterista Felipe Sobarzo decide dejar la banda, siendo reemplazado por Piero Ramirez, proveniente de la banda Ten Ritchter. El cambio de baterista fue realizado en vivo el 20 de julio en un show especial con invitados.
En septiembre de ese año participan en el evento "Thrash old true" junto a Exodus, Hirax y At War, la agrupación aprovechó la instancia para presentar la nueva formación y una nueva canción llamada «Death by cunnilingus».
El 7 de diciembre de ese año lanzan Live at Blondie siendo el primer material en vivo oficial de Sobernot, consolidando la nueva formación y sonido.

### Pandemia, Cuarentenaurt y Live Pandemic (2020)
En marzo del 2020 la banda participa en el festival "Armagerock". Esta sería la última presentación antes de que Chile cayera bajo los efectos de la pandemia global del COVID-19 que incluiría cancelación de shows, toques de queda y restricciones de movilidad.
Bajo estas condiciones dan inicio a un podcast semanal llamado "Cuarentenaurt" que incluía efemérides, recomendaciones, material inédito y entrevistas a distintas personalidades dentro del mundo del rock y metal chileno tanto como de Latinoamérica, destacando a Prika Amaral, líder de Nervosa.
El 5 de diciembre de 2020 realizan un show autoproducido y transmitido en vivo por sus redes llamado "Live Pandemic" conducido por el animador Rolando Ramos. En este show la banda presenta canciones nuevas y da el puntapié inicial a una campaña de crowdfunding para su próximo disco.

### Crowdfunding, vuelta a los escenarios y nuevo disco (2021)
Sobernot da inicio oficial a su campaña de crowdfunding en mayo del 2021. Con el éxito de esta cruzada entran al estudio a grabar su segundo larga duración, y como agradecimiento al apoyo recibido por sus fans lanzan en las plataformas digitales el disco en vivo "Live Pandemic".
Luego de más de un año y medio de no tocar en vivo frente a público debido a las restricciones a causa del COVID-19, regresan a los escenarios el 29 de agosto de 2021.

### Destroy (2022-2023)
Tras lograr la meta en su campaña de crowdfunding, Sobernot escoge el estudio de Franco Gabelo para trabajar en su nuevo disco, que pasaría a llamarse Destroy, comenzando las grabaciones en abril de 2021 y finalizando en marzo de 2022. Este registro fonográfico sería masterizado por Tony Lindgren en Fascination Street Studios (Suecia). El arte estuvo a cargo del artista británico Shindy Desing.
El 14 de abril de 2022 estrenan el primer sencillo de Destroy titulado «Servants of the Yellow King» con influencias del groove metal y metal progresivo, en el videoclip se puede ver a la banda durante el proceso de grabación del disco.
El segundo sencillo, «Smoke Masters (Gimme my money back)», más orientado al thrash metal y al groove metal es lanzado el 9 de junio de 2022 en las redes junto con un videoclip realizado por Underfilms y que presenta a la banda tocando junto a un productor estafador.
La banda anunció el 7 de julio del 2022 como la fecha oficial de lanzamiento de «Destroy».
El 13 de Septiembre son invitados a abrir la primera edición del festival INFERNO, junto a las bandas estadounidenses Suffocation e Incantation.
El 29 de septiembre de 2022 se libera «No Mercy», tercer sencillo y la canción que abre «Destroy». Nuevamente el sencillo se acompaña de un videoclip, esta vez editado por su guitarrista y compositor Pablo "Chespi" La'Ronde.
Diciembre de 2022; Radio Futuro destaca a «Destroy» en la lista de los 5 mejores álbumes chilenos de rock del año.
Enero de 2023 comienza para Sobernot, con una reseña de «Destroy» a manos de la legendaria revista Metal Hammer de Alemania, en una edición especial que destaca los mejores lanzamientos a nivel global del 2022. Las palabras dedicadas al disco por el redactor Florian Bluman se pueden resumir en la siguiente cita: "10 tracks que golpean el estómago y no dan descanso".
En el mes de enero de 2023, se hace un llamado público para ser la banda de apertura del concierto de Mötley Crüe y  Def Leppard en  Chile a través de la productora chilena DG Medios. Los más de 1.000 postulantes fueron a una selección a cargo de un jurado comprendido por la guitarrista Cler Canifrú, y los comunicadores y expertos musicales Fernando Mujica (Radio Sonar) y Cote Hurtado (Rockaxis), quienes escogieron a Sobernot como uno de los tres finalistas. Tras una polémica votación popular, la banda no alcanzó el objetivo.
El 27 de abril de 2023, a través de las plataformas de la red pública de televisión TVN (Chile), se anuncian los nominados a Premios Pulsar donde Sobernot es uno de los 5 nominados en la categoría "Mejor Artista Metal" por «Destroy».
El 1 de mayo de 2023, estrenan «Tyrant Machine», cuarto sencillo del disco, que esta vez viene acompañado de un futurista videoclip inspirado en la saga de los filmes de Terminator y que fue dirigido por Francisco Callejas (Smoking Mouth Films).
El sábado 6 de mayo de 2023, es la esperada fecha de lanzamiento en vivo del disco «Destroy». Esta se lleva a cabo en el escenario del tradicional Espacio del Ángel del centro de la capital chilena en un concierto que tuvo a Ten Richter como acto de apertura. Inéditamente, en esta ocasión el baterista Piero "Pyro" Ramírez, estuvo a cargo de las baquetas de ambas agrupaciones y además celebró su cumpleaños.
Sorpresivamente y publicado sin previo aviso en su canal oficial, Sobernot estrena el quinto sencillo de «Destroy» el jueves 29 de junio de 2023. La canción elegida es la power ballad «Across the Toxic Dew». En esta ocasión el videoclip despliega atmósferas completamente nuevas en la carrera de la banda, de la mano del realizador chileno Erwin Scheel (Robot Mágico).
En el mes de noviembre dan comienzo a la gira nacional "The Destroy Tour", comenzando en Teatro Cariola junto a la reconocida agrupación chilena Alto Voltaje con quienes repiten en la ciudad de Talca. Esta gira también los lleva a debutar en el Festival MUF y presentarse en Valparaíso, luego en el sur del país junto a Minerva en las ciudades de Los Ángeles y Talcahuano, sellando el periplo en Santiago el 28 de marzo de 2024.
En medio de "The Destroy Tour", la banda estrena el 1 de Febrero el sexto sencillo del disco «Destroy», esta vez corresponde al registro en vivo de la canción «I Recommend Amputation», filmado a multicámara en Espacio del Ángel en mayo de 2023, video que antecede al posterior lanzamiento de la agrupación: «Live Destroy».

### Live Destroy (2024)
Marcando un precedente único en Chile, Sobernot ofrece - el jueves 29 de febrero de 2024 - una Avant Premiere exclusiva para presentar a los medios especializados, músicos y algunos de sus fanáticos, el nuevo DVD «Live Destroy». El evento se llevó a cabo en Cine del Ángel, mismo lugar donde fue registrado este documento audiovisual con el concierto de lanzamiento de la segunda placa de la banda. El público pudo presenciar por primera vez el video del recital completo en pantalla grande y con sonido de alta calidad.
El 04 de Marzo estrenan «Live Destroy» en el canal oficial de YouTube de la agrupación, el que tiene una excelente recepción de parte de público y obliga a iniciar una serie de presentaciones en vivo en los meses posteriores.  «Live Destroy» fue dirigido por el destacado realizador chileno Sergio "Sersch" García de Gracias Comunicaciones, quien logró capturar grandes momentos de Sobernot en directo.
A principios del mes de Julio, Come to Latin America  (CTLA), proyecto que tiene como objetivo la exportación de música heavy metal a otros territorios y que está apoyado y financiado por el Ministerio de Educación y Cultura de Finlandia, contempla que una banda chilena de Metal-Rock sea parte del Hellsinki Metal Festival, que se lleva a cabo los días 9 y 10 de agosto en la ciudad de Helsinki - Finlandia. Las tres bandas chilenas candidatas para participar en el festival serían Sobernot, Demoniac y Alterhyde , las cuales fueron preseleccionadas por media partners y periodistas especializados. Lamentablemente, Sobernot no logró la votación necesaria.
El lunes 4 de noviembre, el baterista Piero Ramirez toma la difícil decisión de dejar la banda por motivos personales y familiares.

### Primera Década de Carrera (2025)
Luego de un período de tiempo silencioso, en busca de nuevo baterista, la agrupación anuncia la celebración de sus primeros10 años de trayectoria para el viernes 9 de mayo en Espacio del Ángel acompañados del debut en directo de Titán como acto de apertura. 
El Viernes Santo del 18 de Abril, liberan el nuevo single y videoclip titulado "The Burgundy Witch" el que se presenta con una nueva dinámica sonora sin perder su esencia musical característica. En esta oportunidad trabajan por primera vez en el estudio con el productor Pancho Arenas (galardonado con 4 Premios Pulsar), quién estuvo a cargo de la producción, mezcla y masterización de esta pieza registrada en Estudios Gabelo; consolidando un gran momento creativo para la banda.  El videoclip de la canción combina escenas de los músicos con imágenes inspiradas en el cine mudo y en especial la película Häxan de 1922. 

## Miembros
Miembros actuales:
- César Vigouroux (Voz)  (2015 -)
- Pablo "Chespi" La'Ronde (Guitarra & Voz)  (2015 -)
- Joaquín "Yakls" Quezada (Bajo)  (2015 -)

Miembros pasados:
- Felipe Sobarzo (Batería) (2015-2019)
- Piero "Pyro" Ramirez (Batería) (2019 - 2024)

## Discografía

### EPs
- Aurt (2015)

### Álbumes de estudio
- Silent Conspiracy (2018)
- Destroy (2022)

### En Vivo
- Live at Blondie (2019)
- Live Pandemic (2021)